# Björkåbäckssjön
Björkåbäckssjön är en sjö i Örnsköldsviks kommun i Ångermanland och ingår i Nätraån-Ångermanälvens kustområde.